# Slovakia Esperanta Federacio
A Slovakia Esperanto-Asocio (SKEF) (magyar: Szlovákiai Eszperantó Szövetség, szlovák: Slovenská esperantská federácia) eszperantó civil szervezet Szlovákiában, amelyet az Eszperantó Világszövetség nemzeti szövetségeseként ismer el, 1997-ben alakult Simonyban.

## Bemutatása
A szövetség célja az eszperantó nyelv elterjesztése és gyakorlati használata, népszerűsítése és kommunikációs használata, az emberek összefogása a nyelvi diszkrimináció felszámolása és Szlovákia külföldön való megismertetése érdekében. Ennek érdekében a szövetség rendezvényeket szervez, amelyek támogatják az eszperantó használatát és az ezen a nyelven való oktatást.

## Slovakia Esperanta Junularo (SKEJ)
A Szlovák Ifjúsági Eszperantó Szövetség az Eszperantó Ifjúsági Világszervezet (TEJO) nemzeti szekciója Szlovákiában. Párhuzamosan működik a Szlovák Eszperantó Szövetséggel (SKEF), az Eszperantó Világszövetség (UEA) szlovák nemzeti szövetségesével. A SKEJ közreműködik a Ĉeĥa Esperanto-Junularoval, ennek neve ĈeSKEJ.

## Fordítás
- Ez a szócikk részben vagy egészben  a   Slovakia Esperanta Federacio című eszperantó Wikipédia-szócikk ezen változatának fordításán alapul.  Az eredeti cikk szerkesztőit annak laptörténete sorolja fel. Ez a jelzés csupán a megfogalmazás eredetét és a szerzői jogokat jelzi, nem szolgál a cikkben szereplő információk forrásmegjelöléseként.